# Coal River (Liard River)
Der Coal River ist ein etwa 380 km langer linker Nebenfluss des Liard River im Südosten des Yukon-Territoriums und dem angrenzenden British Columbia in Kanada.

## Flusslauf
Er entspringt im Süden der Selwyn Mountains im Yukon. Er fließt in südsüdwestlicher Richtung durch das Bergland. Der West Coal River trifft von rechts auf den Fluss. Der Fluss umfließt den südwestlich von Mount Gilliland gelegenen 16 km² großen Coal River Springs Territorial Park (⊙) und wendet sich nach Osten. An der Einmündung des Rock River wendet sich der Coal River wieder nach Süden, passiert die Grenze nach British Columbia. Nach weiteren 65 km innerhalb von British Columbia erreicht er schließlich bei der Ortschaft Coal River den Liard River. Hier quert der British Columbia Highway 97 (Alaska Highway) den Coal River.
Der Coal River entwässert ein Areal von etwa 9230 km². Sein mittlerer Abfluss beträgt 95 m³/s. Zwischen Mai und Juli führt der Coal River die größten Wassermengen.
Der Coal River ist ein beliebtes Wildwassergewässer für Kanuten. Der Fluss gilt mit seinen Stromschnellen der Schwierigkeitsgrade III–IV als ein sehr anspruchsvoller Kanufluss. 10-Tages-Touren beginnend am Lucky Lake an einem kleinen Nebenfluss am Oberlauf führen den Flusslauf hinunter bis zu seiner Mündung.